# Albershausen
Albershausen là một đô thị ở huyện Göppingen ở bang Baden-Württemberg miền nam thuộc nước Đức. Đô thị này có diện tích 6,5 km², dân số thời điểm 31 tháng 12 năm 2020 là 4397 người.